# Dacos
Dacos este o companie de transport rutier de călători. A fost înființată în martie 1992 de către omul de afaceri Dan Petrescu, care în prezent este unicul acționar. Compania își are sediul în Calea Bucuresti 267 din Râmnicu Vâlcea. Dacos efectuează curse regulate între Râmnicu Vâlcea și orașe importante precum București, Cluj-Napoca, Craiova sau Timișoara. Anual compania transportă aproximativ 2 milioane de pasageri și la nivelul anului 2012 avea o flotă de 45 de autocare. Dacos acoperă 20% din piața transportului terestru de persoane din România, fiind astfel al treilea cel mai important operator după Atlassib și Eurolines.
Cifra de afaceri
- 2012: 17,63 milioane lei[1]
- 2011: 15,10 milioane lei[2]

Număr de angajați
- 2012: 121

## Curse efectuate
- Râmnicu Vâlcea - Pitești - București
- Râmnicu Vâlcea - Drăgășani - Craiova
- Râmnicu Vâlcea - Drăgășani - Craiova - Drobeta Turnu Severin - Caransebeș - Lugoj - Timișoara
- Râmnicu Vâlcea - Sibiu - Sebeș - Alba Iulia - Aiud - Turda - Cluj Napoca
- Băile Olănești - Râmnicu Vâlcea - Pitești - București
- Craiova - Drăgășani - Râmnicu Vâlcea - Sibiu - Sebeș - Alba Iulia - Aiud - Turda - Cluj Napoca
- București - Pitești - Râmnicu Vâlcea - Sibiu - Sebeș - Alba Iulia - Aiud - Turda - Cluj Napoca